# Драган Шкорић
Драган Шкорић (Кореница, 16. септембар 1937) српски је инжењер пољопривреде, генетичар и универзитетски професор. Шкорић је редовни професор Пољопривредног факултета Универзитета у Новом Саду у пензији, редовни члан Српске академије наука и уметности, Академије наука и умјетности Републике Српске, као и Академије инжењерских наука Србије. Нарочито је значај његов рад на испитивању уљаних култура, пре свега сунцокрета, и креирању великог броја хибрида који су признати и примењени у Србији и свету.

## Биографија и школовање
Проф. др Драган Шкорић рођен је у Ведашићу, Кореница, у данашњој Републици Хрватској. Осмогодишњу школу је завршио у Бачком Брестовцу, а гимназију у Сомбору.
Студирао је на Пољопривредном факултету у Новом Саду где је дипломирао 1963. године, потом магистрирао 1968. и докторирао 1975. године.

## Наставни и научни рад
Одмах после стицања дипломе, 1964. године, запослен је у Институту за ратарство и повртарство у Новом Саду. Управник Завода за уљане културе био је у периоду од 1989. до 2006. године. 
Истовремено, на Пољопривредном факултету у Новом Саду биран је у звање доцента 1978, потом ванредног професора 1983. и редовног 1990. године. Овај Универзитет му је 2008. године доделио звање професор емеритус.
Дописни члан Српске академије наука и уметности, у Одељењу хемијских и биолошких наука, постао је 2003, а редовни 2009. године.
У преко 20 земаља је одржао предавања по позиву. Објавио је самостално или у коауторству више од 400 научних радова и пет монографија, и учествовао на више од 50 међународних скупова.

## Чланство у међународним и домаћим удружењима
Укључен је у више релевантних међународних организација у оквиру којих је био ангажован на различитим пројектима унапређења уљаних култура. Међу њима је European Cooperative Research Network on Sunflower у оквиру FAO (Food and Agriculture Organization) Уједињених нација.
Најзначајнији пројекти су: Унапређење уљаних култура у Ирану (1970-1978), као и три пројекта у Сједињеним Америчким Државама (1972-1991).
Члан је више међународних стручних удружења као што су: EUCARPIA, International Sunflower Association, Друштво генетичара Републике Србије.

## Хибриди сукцокрета
Током рада створио је преко 150 хибрида сунцокрета. Развио је програме за стварање заједничких хибрида са 37 институција из 14 земаља.
У 2006. години овим сортама је било засејано око 2 милиона хектара, односно преко 10% укупне светске производње сунцокрета.

## Уреднички рад
Главни уредник је међународног часописа Helia.
Члан је уредништва часописа Архив за пољопривреде науке и Генетика.

## Награде
Добитник је домаћих и међународних награда и признања:
- Првомајска награда СФРЈ (1980)
- Kivalo Munkaert (1981) - признање Министарства за пољопривреду Мађарске
- ISA Pustavoit Award (1988) - награда међународне асоцијације о сунцокрету
- Орден заслуга за народ са сребрном звездом (1988)
- Октобарска награда Новог Сада (1995)
- Награда пријатељства Владе Н. Р. Кине (2006)